# Kipushi
Kipushi este un oraș în  provincia Katanga, Republica Democrată Congo. În 2012 avea o populație de 132 861 de locuitori, iar în 2004 avea 97 981.